# Salten Å, Salten Langsø, Mossø og søer syd for Salten Langsø og dele af Gudenå
Salten Å, Salten Langsø, Mossø og søer syd for Salten Langsø og dele af Gudenå este o arie protejată (arie specială de conservare — SAC, sit de importanță comunitară — SCI) din Danemarca întinsă pe o suprafață de 4.470 ha, integral pe uscat.

## Localizare
Centrul sitului Salten Å, Salten Langsø, Mossø og søer syd for Salten Langsø og dele af Gudenå este situat la coordonatele 56°02′52″N 9°39′45″E / 56.047778°N 9.6625°E.

## Înființare
Situl Salten Å, Salten Langsø, Mossø og søer syd for Salten Langsø og dele af Gudenå a fost declarat sit de importanță comunitară în mai 1998 pentru a proteja 5 specii de animale. Situl a fost protejat și ca arie specială de conservare în decembrie 2011.

## Biodiversitate
Situată în ecoregiunea continentală, aria protejată conține 22 de habitate naturale: Mlaștini calcaroase cu Cladium mariscus și specii de Caricion davallianae, Lacuri și iazuri distrofice naturale, Păduri de fag acidofile atlantice, cu subarboret de Ilex și, uneori, de asemenea, Taxus, la nivelul arbuștilor (Quercion robori-petraeae sau Ilici-Fagenion), Păduri de fag Asperulo-Fagetum, Păduri aluvionare cu Alnus glutinosa și Fraxinus excelsior (Alno-Padion, Alnion incanae, Salicion albae), Formațiuni de Juniperus communis pe lande sau pajiști calcaroase, Mlaștini turboase de tranziție și turbării mișcătoare, Turbării active, Izvoare petrifiante cu formare de travertin (Cratoneurion), Ape puternic oligomezotrofe cu vegetație bentonică cu Chara spp., Ape oligotrofe din câmpii nisipoase, cu un conținut foarte redus de minerale (Littorelletalia uniflorae), Lacuri eutrofice naturale cu vegetație de tip Magnopotamion sau Hydrocharition, Mlaștini alcaline, Mlaștini împădurite, Păduri acidofile de stejar bătrân cu Quercus robur pe câmpii nisipoase, Formațiuni ierboase bogate în specii de Nardus, dezvoltate pe substraturi silicioase în zone montane (și în zone submontane, în Europa continentală), Ape stătătoare oligotrofe până la mezotrofe, cu vegetație de Littorelletea uniflorae și/sau de Isoëto-Nanojuncetea, Pajiști cu Molinia pe soluri calcaroase, turboase sau argilos-nămoloase (Molinion caeruleae), Pajiști uscate europene, Cursuri de apă de la nivel de câmpie la nivel montan, cu vegetație Ranunculion fluitantis și Callitricho-Batrachion, Pajiști umede nord-atlantice cu Erica tetralix, Râuri cu maluri nămoloase cu vegetație de Chenopodion rubri p.p. și Bidention p.p..
La baza desemnării sitului se află mai multe specii protejate:
- amfibieni (1): triton cu creastă (Triturus cristatus)
- mamifere (2): vidră de râu (Lutra lutra), liliac de iaz (Myotis dasycneme)
- nevertebrate (1): Graphoderus bilineatus
- pești (1): cicar (Lampetra planeri)